# Eduardo Gonçalves de Oliveira
Eduardo Gonçalves de Oliveira (São Paulo, 1981. november 30.) brazil labdarúgó.

## Sikerei, díjai
- Promóció az első Bundesligára a VfL Bochum-mal: 2006
- Dél-koreai bajnokság nyertes a Suwon Samsung Blue Wings-zel: 2008
- Kupagyőztes a dél-koreai Suwon Samsung Blue Wings-zel: 2009
- 2010-11-es BL elődöntős keret tagja az FC Schalke 04-nél

(Az első Bajnokok Ligája mérkőzésen 5-2-re legyőzte a Schalkéval az Inter-t az Inter stadionjában)